# Villa Széher
Le villa Széher (en hongrois : Széher-villa) est un édifice situé dans le 2e arrondissement de Budapest.